# Genealogisch repertorium
Het Genealogisch repertorium is een genealogisch naslagwerk dat voor het eerst verscheen in 1933.

## Geschiedenis
In 1933 bestond het Koninklijk Nederlandsch Genootschap voor Geslacht- en Wapenkunde 50 jaar. Ter gelegenheid daarvan bood de genealoog jhr. mr. dr. E.A. van Beresteyn het Genealogisch repertorium aan aan het bestuur van het genootschap. Het was een naslagwerk dat genealogische publicaties groepeerde die minstens drie generaties van een en dezelfde familie vermeldden. Het bleek een succes dat gevolgd werd door herdrukken, en vooral aanvullingen tot in 2001. Daarna werd het beschikbaar via de website van het Centraal Bureau voor Genealogie (CBG) waarvan Van Beresteyn de oprichter en eerste directeur was.

## Inhoud
Het repertorium geeft een opsomming van familienamen met verwijzing naar genealogische publicaties die minstens drie generaties van een familie vermelden. In het repertorium worden alleen werken opgesomd die aanwezig waren in het CBG. Het betreft opname van zowel monografieën als historische en genealogische tijdschriften. De laatste in boekvorm gepubliceerde uitgave eindigt met monografie nummer 2128. Het is nog steeds een eerste referentie voor genealogisch onderzoek.

## Uitgaven
- Repertorium van gedrukte genealogieën en genealogische fragmenten. Haarlem, 1933.
- Genealogisch repertorium. 's-Gravenhage, 1948.
- Genealogisch repertorium. 's-Gravenhage, 1962.
- Genealogisch repertorium. 's-Gravenhage, 1970.
- Genealogisch repertorium. [supplement -1969] 's-Gravenhage, 1972.
- Genealogisch repertorium. [supplement 1970-1984] 's-Gravenhage, 1987.
- Genealogisch repertorium. [supplement 1985-1989] 's-Gravenhage, 1991.
- Genealogisch repertorium. [supplement 1990-1994] 's-Gravenhage, 1995.
- Genealogisch repertorium. [supplement 1995-1999] 's-Gravenhage, 2001.